# Batawoya
Batawaya (Batawaya) est un village du Cameroun situé dans le département du Mayo-Tsanaga et la Région de l'Extrême-Nord, à proximité de la frontière avec le Nigeria. Il fait partie de la commune de Mokolo et canton de Matakam-Sud.

## Population
En 1966-1967, Batouai comptait 289 habitants, principalement des Mafa.
En 2005, lors du recensement général de la population et de l'habitat, on y a dénombré 605 habitants.